# 藻谷亮介
藻谷 亮介（もたに りょうすけ、1967年9月25日- ）は、アメリカ合衆国で研究を行う古脊椎動物学者・進化生物学者。スフィンクス・インベストメント・リサーチ代表取締役藻谷俊介と地域経済学者藻谷浩介の弟にあたる。

## 人物
山口県徳山市（現周南市）にて生まれ、1986年に東京都立戸山高等学校を、1991年に東京大学理学部地学科を卒業。トロント大学大学院へ進学して1997年に博士課程を修了。カリフォルニア大学バークレー校、王立オンタリオ博物館、オレゴン大学地質学科に助教授として勤務した後、2004年にはカリフォルニア大学デービス校に着任し、2009年には同大学で教授に就任した。
魚竜のパルヴィペルヴィア類やトゥンノサウルス類といった系統群の命名やオフタルモサウルス科の定義の決定、グレンデリウス属の有効性の吟味などで知られる。
藻谷研究室では幅広い分野にわたって研究が行われており、題目は主竜類の視覚と進化、白亜紀鳥類の遊泳方法とその進化、首長竜の首の機能など多岐にわたる。また、物理法則は過去数億年間にほぼ変化していないことから、研究に物理学の知識を取り込んでいる。